# Horne Lake Caves Provincial Park
Der Horne Lake Caves Provincial Park ist ein rund 158 Hektar (ha) großer Provincial Park im östlichen Zentrum von Vancouver Island in der kanadischen Provinz British Columbia. Der Park gehört den eher kleineren der Provincial Parks in British Columbia und liegt etwa 22 km Luftlinie westsüdwestlich von Qualicum Beach im Regional District of Nanaimo.

## Anlage
Der Park liegt nicht unmittelbar am Horne Lake, sondern etwas westlich des Sees und das Gebiet ist von mehreren Karsthöhlen (Euclataws Cave, Riverbend Cave, Main Cave, Lower Main Cave, Eggshell Cave, Cougar Cave und Andres Annex) durchzogen. Der nördliche Parkbereich wird vom Qualicum River durchflossen. Der Zugang zum Park erfolgt über Nebenstraßen, die über weite Strecken nur geschottert sind und durch die Ausläufer der Beaufort Range führen.
Bei dem Park handelt es sich um ein Schutzgebiet der IUCN-Kategorie III (Naturdenkmal). Gemäß der rechtlichen Grundlage für Parks in British Columbia, dem Protected Areas of British Columbia Act [SBC 2000] Chapter 17, handelt es sich um einen Class A Park. Im Verlauf seines Bestehens änderte sich mehrfach die Größe des Parks, nach der Einrichtung betrug seine Größe im Jahr 1989 nur 75 ha, wie auch sein Schutzstatus.

## Geschichte
Der Park wurde am 26. Januar 1971 eingerichtet. Wie jedoch bei fast allen Provinzparks in British Columbia gilt auch für diesen, dass er lange bevor die Gegend von Einwanderern besiedelt oder sie Teil eines Parks wurde, sie Siedlungs- und/oder Jagd-/Fischereigebiet verschiedener Stämme der First Nations, hier hauptsächlich vom Volk der Qualicum, war. Bisher wurden im Park jedoch keine kulturellen Artefakte der First Nations identifiziert.
Der nahegelegene See und damit der Park ist benannt nach Adam Grant Horne. Horne betrieb für die Hudson’s Bay Company bei Nanaimo einen Laden. Auf der Suche nach einer Handelsmöglichkeit mit den First Nation an der Westküste von Vancouver Island überquerte er 1856, als mutmaßlich erster Europäer, in diesem Bereich die Insel von Ost nach West. Erste schriftliche Aufzeichnungen über die Höhlen finden sich aus den Jahren 1912.

## Tourismus
Der Park verfügt über keine touristische Infrastruktur. Touristische Attraktion des Parks sind die Höhlen. Die Höhlen sind der Öffentlichkeit grundsätzlich frei zugänglich. In mehrere der Höhlen ist der Zugang jedoch nur im Rahmen von durch kommerzielle Anbieter geführten Touren möglich oder bei Nachweis der entsprechenden Befähigung und Ausrüstung.